# Global Invasive Species Database

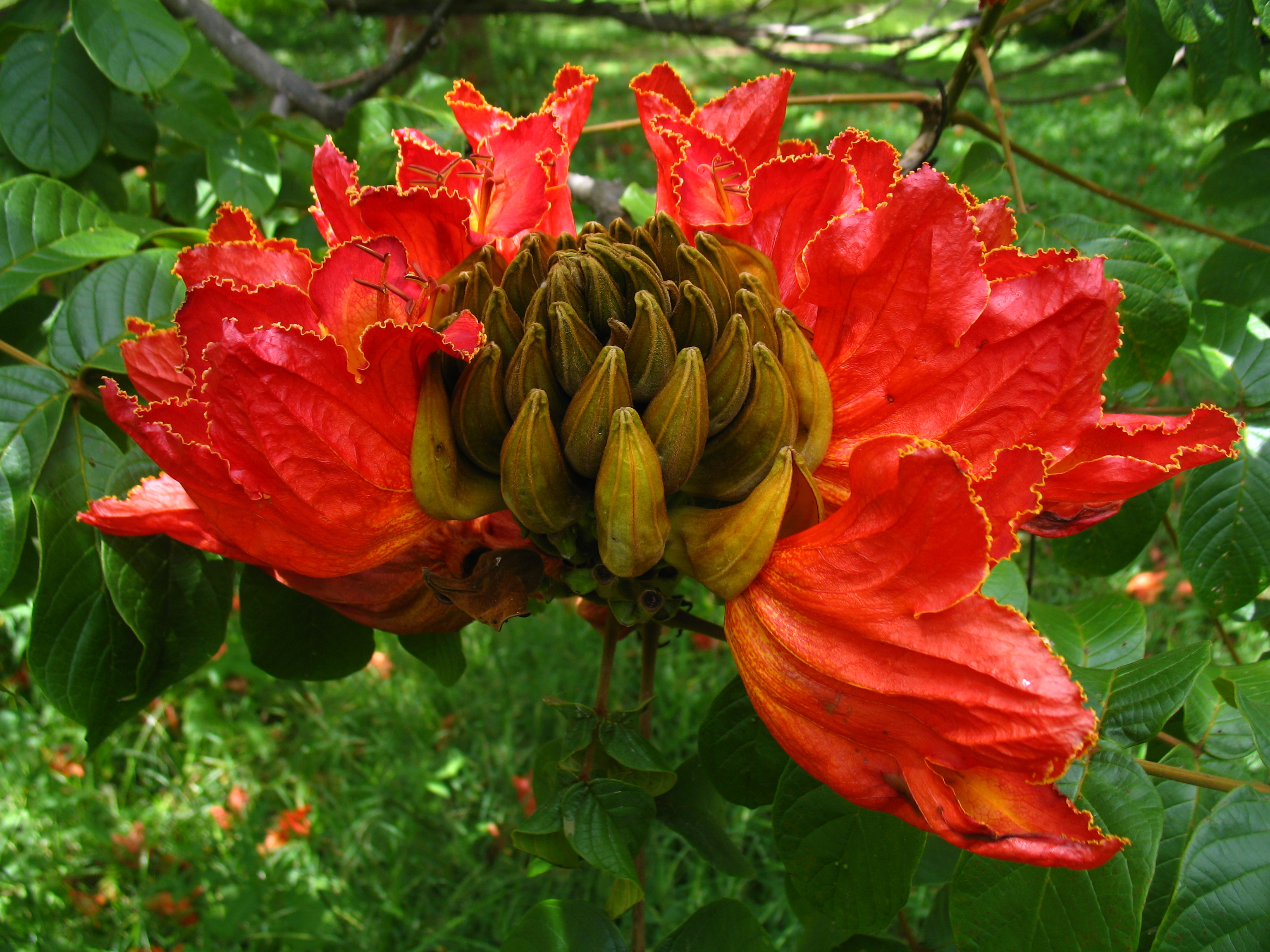
Le tulipier du Gabon, dont l'identifiant GISD est 75.

La Global Invasive Species Database (GISD), littéralement depuis l'anglais la Base de données mondiale des espèces envahissantes, est une base de référence libre sur internet concernant les espèces exotiques modifiant la biodiversité originelle d'une région à la suite de leur introduction. La GISD vise à augmenter la conscience publique sur le sujet des espèces envahissantes et faciliter une prévention efficace en diffusant des informations spécialisées. Cette base concerne les animaux comme les micro-organismes et les plantes. Cette base est en anglais et une base en japonais est actuellement en développement.

## Partenaires
La base de données est administrée par l'ISSG du comité sur la survivance des espèces de l'UICN. Le projet a été développé entre 1998 et 2000 comme partie de l'initiative globale sur les espèces envahissantes menées par le GISP et est soutenu à travers divers accords de partenariat par le National Biological Information Infrastructure, Manaaki Whenua-Landcare Research, le Critical Ecosystem Partnership Fund et l'université d'Auckland et divers autres fonds spécialisés dans la protection de l'environnement.

## Histoire
- 1996, conférence du GISP à Montréal et en Norvège.
- 2000, premier prototype public[1].
- 2001, 100 premiers profiles  proposés.